# Objaw Pschyrembla
Objaw Pschyrembla – objaw wczesnej ciąży polegający na zmianie w konsystencji szyjki macicy wyczuwalnej przez ginekologa w badaniu per vaginam. Środkowa część szyjki tworzy w tym czasie twardy walec, a zewnętrzna część pozostaje miękka. Objaw opisał niemiecki ginekolog Willibald Pschyrembel; w piśmiennictwie niemieckim można spotkać nazwę Stock-Tuch-Zeichen (co w wolnym tłumaczeniu oznacza objaw "pałki i chustki").